# کلیتن (لوئیزیانا)
کلیتن (به انگلیسی: Clayton) شهری در ایالت لوئیزیانا کشور ایالات متحده آمریکا است که جمعیت آن در سرشماری سال ۲۰۱۰ میلادی، ۷۱۱ نفر بوده‌است.